# Ronnie Simpson
Ronald "Ronnie" Campbell Simpson (Outubro de 1930 — Abril de 2004) foi um jogador de futebol escocês.  Ele jogava como goleiro. Ele é lembrado principalmente por seu tempo no Celtic, onde ele foi um dos Leões de Lisboa que ganharam a Liga dos Campeões em 1967. Mais cedo em sua carreira, Simpson venceu a FA Cup duas vezes com o Newcastle United. Ele também jogou no Queen's Park, Third Lanark e no Hibernian. Simpson representou a Grã-Bretanha nas Olimpíadas de 1948, mas não foi selecionado até 1967 para a Seleção Escocesa de Futebol. Sua estréia na seleção foi na famosa vitória por 3 a 2 sobre a Inglaterra em Wembley.

## Carreira
Simpson começou sua carreira no Queen's Park. Ele foi selecionado pela primeira vez na primeira equipe em 1945, com apenas 14 anos e 304 dias. Isso fez de Simpson o jogador mais novo a representar um clube da liga escocesa, embora tenha sido um recorde não oficial devido à suspensão do futebol competitivo durante a Segunda Guerra Mundial. 
Simpson foi escolhido por Matt Busby para jogar na seleção da Grã-Bretanha nos Jogos Olímpicos de Verão de 1948. A Grã-Bretanha terminou em quarto lugar, perdendo o jogo que valia a da medalha de bronze para a Dinamarca. Os desempenhos de Simpson lhe renderam um teste com os Rangers, mas ele não passou.
Depois de completar seu período no exercito, Simpson se transferiu para o Third Lanark em 1950 mas seis meses depois ele foi pro Newcastle United por uma taxa de £8,750. Ele venceu a FA Cup duas vezes com o Newcastle, depois de assumir a titularidade entre 1952 e 1955. Depois de nove anos e quase 300 aparições pelo Newcastle, Simpson voltou para a Escócia, para jogar no Hibernian, em 1960. Suas atuações ajudaram a salvar os Hibs do rebaixamento em 1962, mas Simpson ficou fora da equipe titular por suas atitudes nos treinamentos. O Hibernian acabou vendendo Simpson para o Celtic em 1964 por £4.000.
Pensando estar no final de sua carreira, o Celtic contratou Simpson para ser reserva de John Fallon mas Simpson acabou virando titular depois que Fallon foi considerado culpado por uma derrota pro Rangers na Final da Copa da Liga Escocesa de 1964. Seu senso de humor fez ele se tornar uma figura popular na equipe, os torcedores os apelidaram de "Faither", por causa de sua relativa velhice. 
O destaque de seu tempo no Celtic foi ganhar a Liga dos Campeões de 1967. Por mais que ele tenha levado um gol de Sandro Mazzola, Simpson teve pouco a fazer durante a partida.
Simpson continuou a desfrutar do sucesso doméstico com o Celtic após a vitória na Liga dos Campeões. Ao todo, ele ganhou com o Celtic: quatro campeonatos da liga, três copas da Liga Escocesa e uma Copa Escocesa. Simpson sofreu uma lesão no ombro em 1969. Problemas com esta lesão o forçaram a perder a final da Liga dos Campeões de 1970 e se aposentar como jogador naquele ano.
Simpson era pequeno em estatura para um goleiro, com apenas 1,78 de altura. Ele compensou isso com um estilo pouco ortodoxo, usando seus cotovelos e ombros para defender os chutes. Simpson também teve habilidades de distribuição de bola e movimento de pé de primeira classe. Em 2002, ele foi nomeado para o maior time do Celtic, à frente de John Thomson e Pat Bonner.

## Na Seleção
Simpson também jogou para o time de futebol nacional da Escócia, fazendo sua estréia na famosa vitória por 3-2 sobre a Inglaterra em Wembley em 1967. Ele estabeleceu um novo recorde de ser o jogador mais velho a fazer sua estréia na seleção escocesa, com 36 anos e 196 dias. Simpson jogou cinco jogos completos no total

## Vida pessoal e posterior
O pai de Simpson, Jimmy Simpson, também jogou para a Escócia e teve um sucesso notável como meio-meio do Rangers e do Dundee United na década de 1930.
Depois que Ronnie Simpson se aposentou como jogador, ele foi treinador do Hamilton Academical por um ano. 
Simpson morreu de um ataque cardíaco em 19 de abril de 2004.  Ele foi introduzido no Hall da Fama do Futebol Escocês em novembro de 2011. 

## Títulos
Newcastle United
- FA Cup:  1952 , 1955

Celtic
- Liga dos Campeões (1)
- Liga Escocesa (4)
- Copa Escocesa (1)
- Scottish League Cup (3)